# Odorierung
Als Odorierung wird der Zusatz geruchsintensiver Substanzen (Odoriermittel) bezeichnet, insbesondere deren Beimengung zu Gasen ohne signifikanten Eigengeruch. Im Sinne einer Sicherheitsmaßnahme können die zugefügten Riechstoffe hierbei als Warn- oder Alarmsignal dienen und sollen daher als Odor einen die Gefährdung durch das weitgehend geruchlose Gas kennzeichnenden Geruch aufweisen.

## Odorierung von Erdgas und anderen Brenngasen
Die Odorierung von Erdgas, Flüssiggas/Autogas und anderen Brenngasen stellt eine wichtige Sicherheitsmaßnahme dar, nicht nur für den Gasabnehmer. Im Unterschied zu den vormals verwendeten Stadt- oder Kokereigasen mit starkem Eigengeruch ist das gereinigte heute übliche Erdgas nahezu geruchlos. Damit Leckagen der öffentlichen Gasversorgung oder undichte Anlagen der Gasinneninstallation prompt bemerkbar sind, werden diesem Erdgas aus Sicherheitsgründen vorgeschriebene spezifische Warngerüche hinzugefügt, denn bei nicht rechtzeitig bemerktem Austritt können sich binnen Kurzem explosionsfähige Gas/Luft-Gemische mit hohem Gefahrenpotenzial aufbauen. Bei einem Gasaustritt aus Leitungen im Erdreich stellt die Odorierung jedoch keine verlässliche Sicherheitsmaßnahme dar, da der Erdboden Odoriermittel zurückhalten kann.
Die Odorierung wird in Gasverteilnetzen durchgeführt, die der allgemeinen Versorgung dienen (Haushaltskunden und vergleichbare Abnehmer). In Fernleitungsnetzen dagegen wird das Gas ohne Odorierung transportiert. In der Regel ist die Odoriereinrichtung in Gas-Druckregel- und Messanlagen installiert, über die das Gas aus den Fernleitungsnetzen in die Verteilnetze gelangt. Industriebetriebe, die Erdgas ausschließlich auf dem Werksgelände verwenden, können auf die Odorierung verzichten, wenn die Sicherheit durch andere Maßnahmen erreicht wird.
Die eingesetzten Odoriermittel müssen auch noch in großer Verdünnung wahrnehmbar sein und eine alarmierende Assoziation hervorrufen. Dafür muss das Odormittel also nicht nur unangenehm und unverwechselbar riechen, sondern eindeutig einen Warngeruch darstellen. Der Geruch des odorierten Gases darf dem Menschen daher nicht aus dem Alltag, z. B. aus Küche und Haushalt, geläufig sein. Stoßodorierung wird eine vorübergehend erhöhte Beimischung des Odorierungszusatzes über eine gewisse Zeitspanne genannt, etwa nach Neuinstallationen oder auch in regelmäßigen Abständen wiederholt, um kleine Undichtigkeiten frühzeitig aufzufinden.
Zu diesem Zweck werden in Deutschland verbreitet leichtflüchtige, typisch riechende organische Schwefelverbindungen verwendet, vornehmlich Tetrahydrothiophen (THT) (Mindestkonzentration 10 mg/m3), dessen Geruch an faule Eier erinnert, sowie auch Gemische von Mercaptanen (Mindestkonzentration 3 mg/m3), darunter tert-Butylmercaptan (TBM), welches in einer Mindestkonzentration von 3 mg/m3 zum Einsatz kommt. Unter den Handelsnamen Spotleak 1005 bzw. Scentinel TB angebotene Mittel stellen eine Mischung aus 30 % TBM und 70 % THT dar, welche in einer Konzentration von ebenfalls ca. 3 mg/m3 zum Einsatz kommen können.
Da bei der zweckbestimmten Verbrennung derart odorierter Gase zusätzliche Schwefeloxide als Verbrennungsprodukte anfallen, kommen seit einiger Zeit daneben schwefelfreie Odoriermittel zum Einsatz. Beispielsweise ist Gasodor S-free ein Gemisch aus Acrylsäureethylester (über 50 %), Acrylsäuremethylester  (über 25 %) und 2-Ethyl-3-methylpyrazin (≥ 1 % bis < 5 %), welches in einer Mindestkonzentration von 8 mg/m³ eingesetzt wird. Ein solches Gemisch besitzt einen lösungsmittelartigen Geruch, der laut Untersuchungen des DVGW von Probanden dennoch mit Erdgas in Verbindung gebracht wird, doch ist die Wirksamkeit dieses Mittels umstritten. Die Odorierungsvorgaben sind im DVGW-Arbeitsblatt G 280, Teil 1–3 beschrieben. Ein Nachteil von schwefelfreien Odoranten ist, dass diese eine begrenzte Haltbarkeit aufweisen (maximal 18 Monate) und in höheren Konzentrationen eingesetzt werden müssen.

## Odorierung von Löschgasen
Bei Inertgas-Löschanlagen wird üblicherweise ein nach Zitronen riechendes Odormittel verwendet, das das geruchlose Löschgas wahrnehmbar macht. Wenn die Gefahr besteht, dass in tiefer gelegenen unbelüfteten Räumen, z. B. Gruben von hydraulischen Anlagen oder Kellern, Personen durch ausströmendes Löschgas gefährdet werden, ist es in Deutschland nach berufsgenossenschaftlichen Regeln vorgeschrieben, das Löschmittel zur Geruchswahrnehmung durch Zusätze zu odorieren. Bei Hochdruck-Inertgas-Löschanlagen wird das Odormittel den Löschmitteln bereits beim Abfüllen in die Hochdruck-Gasflaschen beigemengt, bei Niederdruck-Inertgas-Löschanlagen wird es dem Löschgas erst beim Löschvorgang durch eine sogenannte Odorierungseinrichtung beigemischt. 

## Odorierung von Sauerstoff zum Schweißen und Schneiden
Beim beispielsweise zum Schweißen bzw. Schneiden von Stahl verwendetem Sauerstoff wird die Odorierung vorgenommen, wenn die Gefahr besteht, enge Räume mit Sauerstoff anzureichern. Eine Erhöhung des Sauerstoffanteils in der Raumluft gegenüber den 21 Volumenprozent in normaler Luft steigert die Entflammbarkeit sonst schwer entflammbarer Stoffe (wie etwa Schutzkleidung) erheblich und erhöht die Verbrennungsgeschwindigkeit und -temperatur.
Ein Anwendungsfall sind Arbeiten in Schiffsrümpfen, etwa in Schiffswerften. Zum Odorieren von Sauerstoff wird N,N-Dimethylsulfamid (DMS) eingesetzt.

## Odorierung von Formaldehyd, 1,2-Dichlorethan oder Benzolen mit Trichlornitromethan
Aufgrund strenger Regelungen der EU (Richtlinie 2000/29/EG) zum Schutz gegen die Einschleppung von Schadorganismen werden Container, Waren oder Verpackungsmaterial aus Holz aus Übersee häufig im Exportland begast. Die am häufigsten eingeführten Gase sind Methylbromid (90 %), Sulfurylfluorid, Phosphorwasserstoff und Formaldehyd. Außerdem werden bei der Herstellung oder weiteren Behandlung von bestimmten Waren Substanzen verwendet, die während des Transports Gase in gesundheitsgefährlicher Konzentration freisetzen.
Bisher nachgewiesene Gase in gesundheitsgefährlicher Konzentration sind Benzol, Formaldehyd, 1,2-Dichlorethan. Dabei dient Trichlornitromethan (aller Wahrscheinlichkeit nach) zur Odorierung der Begasungsmittel und somit als Hinweis auf ausgedünstete Gase der Waren. Besonders häufig sind Container mit Schuhen (Benzol) und Textilien (Formaldehyd) von den Überschreitungen der Grenzwerte betroffen. Nach Feststellung sollten diese Container nach ArbSchG ausreichender Belüftung unterzogen werden.

## Analytik
Zur Bestimmung der Konzentration von Odoriermitteln kommen Gaschromatographie, Ionen-Mobilitäts-Spektrometer oder Olfaktometrie zum Einsatz.